# Мавзолей Райымбека
Мавзоле́й Райымбе́ка (каз. Райымбек батыр кесенесі) — мавзолей казахского батыра Райымбека, сражавшегося за свободу казахов от джунгарских захватчиков, он расположен в городе Алма-Ата вдоль одноимённого проспекта Райымбека.

## История строительства

«Статуя лежащего верблюда»

В ходе гражданской войны 1918—1922 годов могилу Райымбека разрушили.
В 1981 году на месте захоронения батыра установили гранитную стелу.
В 1992 году на могиле по проекту архитекторов Б. Ыбраева, Ш. Отепбаева и С. Агытаева был воздвигнут мавзолей. В 2017 году постановлением акимата города Алма-Аты Мавзолей Райымбека принят в коммунальную собственность города Алма-Аты.

## Современный мавзолей
Памятник имеет необычную форму, в виде остроконечного шатра с полумесяцем на вершине, внутри которого находится саркофаг с прахом великого героя. Также на территории мавзолея расположен источник с водой, и помещение для совершения молитв.
В 2005 году в честь 300-летия Райымбека, депутат маслихата Алма-Аты и генеральный директор корпорации «Сана-Ой Инвест» Даулет Абенов на собственные средства изготовил и установил возле мавзолея символический Коран, выполненный из чёрного мрамора, где люди могут совершать поклонение с наложением рук на него.
Мавзолей входит в реестр объектов Сакральная география Казахстана программы каз. «Рухани жаңғыру».

## Легенды о мавзолее
Как говорится в легенде, Райымбек Батыр перед смертью собрал всех соратников и близких людей и сказал: «В случае моей смерти заверните мое тело в кошму, погрузите на белого верблюда, и где возляжет верблюд, там и схороните меня». На том месте, где верблюд, остановился воздвигнут мавзолей со скульптурой белого верблюда. С тех пор в народе, это место считается святым, люди приезжают из разных частей Казахстана и всего мира, прося благословения у мавзолея.